# Улица Лермонтова (Томск)
У́лица Ле́рмонтова — улица в Томске. От реки Ушайки до Октябрьской улицы.

## История
Впервые поименована в 1853 году как Малая Болотная улица. Находилась в томском предместье Болото, что и определило название улицы. Домовладельцами на улице стали Т. А. Кондратьев и М. Кондратьева, что дало улице второе название — Кондратьевская (1878).
В 1887 году на улице поселился известный томский резчик по дереву Степан Фёдорович Несговоров, приехавший из Екатеринбурга.
В 1914 году на улице по проекту архитектора П. Ф. Федоровского было построено здание для двух городских училищ («Дом Лермонтова») и в ноябре того же года улица была переименована в Лермонтовскую.

## Достопримечательности

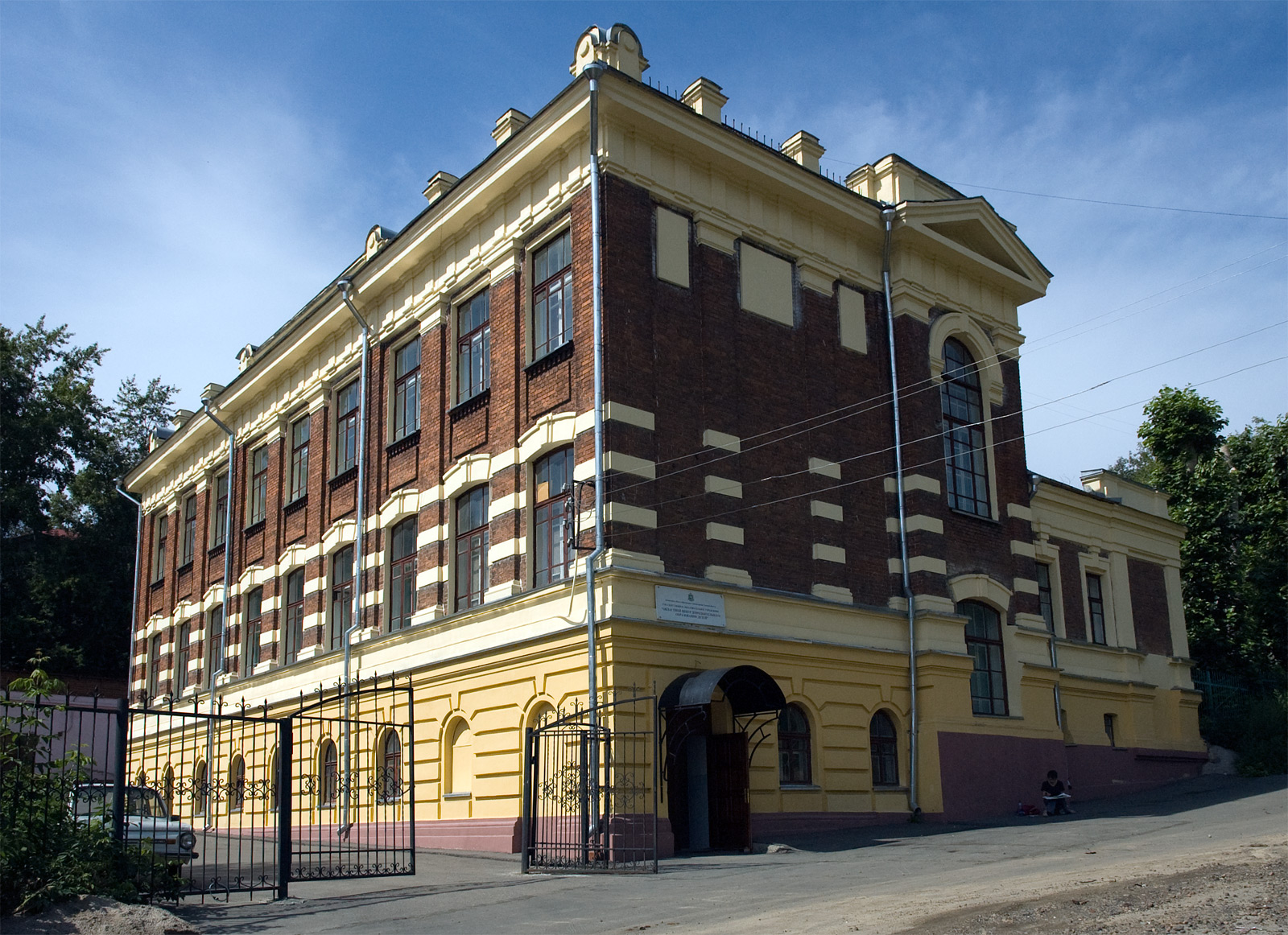
«Дом Лермонтова»

д. 60 — здание бывших городских училищ